# Más de un camino
Más de un camino es el nombre del segundo EP del cantante mexicano Pepe Aguilar, lanzado el 29 de mayo de 2012  por Sony Music. Más de un camino contiene 7 canciones y es la segunda parte de dos discos: Este orientado al mariachi y el primero Negociaré con la pena orientado al pop. «Maldito» es el primer sencillo del EP.

## Sencillos
«Maldito» es el primer sencillo del EP lanzado el lunes 5 de marzo de 2012, como descarga digital. Maldito fue escrita por Leonel García ex-Sin Bandera.

## Lista de canciones
| N.º   | Título              | Escritor(es)                | Duración |  |
| 1.    | «Lado obscuro»      | Enrique Guzmán Yáñez "Fato" | 4:21     |  |
| 2.    | «Le pido a Dios»    | Reyli & Ferra               | 3:48     |  |
| 3.    | «Amor en secreto»   | Alfredo Jiménez             | 2:45     |  |
| 4.    | «Maldito»           | Leonel García               | 3:11     |  |
| 5.    | «Creo en ti»        | Estéfano, Julio C. Reyes    | 3:59     |  |
| 6.    | «Con otro sabor»    | Roberto Fausto              | 3:51     |  |
| 7.    | «Que desesperación» | Marco Antonio Solís         | 4:00     |  |
| 25:58 |                     |                             |          |  |

## Posicionamiento en listas

### Semanales
| Estados Unidos | US Latin Albums            | 18 |
| Estados Unidos | US Regional Mexican Albums | 10 |
| México         | Mexican Albums Chart       | 52 |

## Premios y nominaciones
| Año  | Ceremonia              | Categoría            | Resultado |
| ---- | ---------------------- | -------------------- | --------- |
| 2012 | Premios Grammy Latinos | Mejor álbum ranchero | Ganador   |